# الراعي النميري
الراعي النُمَيري (? - 90 هـ / ? - 708 م) هو عُبَيد بن حُصين بن معاوية بن جندل، النميري، أبو جندل. شاعر من فحول الشعراء المحدثين، كان من جلّة قومه، من أهل بادية البصرة، ولقب بالراعي لكثرة وصفه الإبل وكان بنو نمير أهل بيتٍ وسؤدد، وقيل: كان راعَي إبلٍ.
عاصر جريراً والفرزدق وكان يفضّل الفرزدق فهجاه جرير وقومه بني نمير بقصيدة سميت الدامغة قال فيها:
وهو من أصحاب الملحمات.
وسماه بعض الرواة حصين بن معاوية. ويقول عنه الشاعر العراقي فالح الحجية: (أما شعره فيتميز بطابع التقليد والمحاكاة لكثرة ما يحفظ من شعر الآخرين، اشتهر بالوصف والمدح والهجاء والشكوى).

## وصلات خارجية
- بوابة الشعراء : ديوان الراعي النميري